# FM!
Albums de Vince Staples
Big Fish Theory
(2017)
FM! est le troisième album studio de Vince Staples, sorti le 2 novembre 2018, sur les labels ARTium, Blacksmith et Def Jam.

## Historique
Staples conçoit FM! comme une prise de contrôle d'une station radio, d'où le titre. L'album comprend des sketchs et des interludes présentés par l'animateur de radio Big Boy. Le rappeur californien tente ainsi de se rapprocher le plus possible d'une émission radiophonique. Les interludes présentent des nouveaux titres de Earl Sweatshirt et Tyga.

## Réception

### Critique
FM! est bien accueilli par la presse, obtenant un score de 81 sur 100 sur le site Metacritic, basé sur seize critiques. Alphonse Pierre de Pitchfork attribue une note de 8,2/10 à l'album et observe que l'artiste « a  réalisé un album fidèle à lui-même, qui représente son image de Long Beach, son amour pour la musique de la côte ouest et qui dévoile toute la personnalité de Vince Staples ».

## Liste des titres
| No  | Titre                                                    | Auteur                                                              | Durée |
| --- | -------------------------------------------------------- | ------------------------------------------------------------------- | ----- |
| 1.  | Feels Like Summer (Produit par Kenny Beats)              | Vincent Staples, Kenneth Blume III, Tyrone Griffin, Jr.             | 2:29  |
| 2.  | Outside! (Produit par Kenny Beats)                       | Staples, Blume III                                                  | 2:05  |
| 3.  | Don't Get Chipped (Produit par Kenny Beats et Cubeatz)   | Staples, Blume III, Johnny McKinzie, Kevin Gomringer, Tim Gomringer | 2:28  |
| 4.  | Relay (Produit par Hagker)                               | Staples, Marvin Thomas                                              | 2:17  |
| 5.  | New EarlSweatshirt (interlude – produit par Kenny Beats) | Staples, Thebe Kgositsile, Blume III                                | 0:22  |
| 6.  | Run the Bands (Produit par Hagler)                       | Staples, Thomas                                                     | 3:08  |
| 7.  | Fun! (Produit par Hagler et Kenny Beats)                 | Staples, Thomas                                                     | 2:51  |
| 8.  | No Bleedin (Produit par Kenny Beats)                     | Staples, Blume III, Kamaiyah Johnson                                | 2:03  |
| 9.  | Brand New Tyga (interlude – produit par Kenny Beats)     | Michael "Tyga" Stevenson, Blume III                                 | 0:35  |
| 10. | (562) 453-9382 (skit – produit par Kenny Beats)          |                                                                     | 0:52  |
| 11. | Tweakin' (Produit par Kenny Beats et KillaGraham)        | Staples, Blume III, Graham Muron, Kehlani Parrish                   | 3:06  |

Notes
- New EarlSweatshirt est chanté par Earl Sweatshirt.
- Brand New Tyga est chanté par Tyga.
- Feels Like Summer comprend les voix additionnelles de Ty Dolla Sign et Vonnie.
- Outside comprend les voix additionnelles de James Larsen, Briana Lee, Adrian Tupas, Mila Tambaoan et Amos (Kaden) Chea.
- Don't Get Chipped comprend la voix additionnelle de Jay Rock.
- Fun! comprend la voix additionnelle de E-40.
- No Bleedin comprend la voix additionnelle de Kamaiyah.
- Tweakin'  comprend les voix additionnelles de Kehlani et Buddy.